# Alice McKennis
Alice McKennis (Glenwood Springs, 10 agosto 1989) è un'ex sciatrice alpina statunitense.
Nella stagione 2020-2021, ultima della sua carriera, si è iscritta alle liste FIS come Alice McKennis Duran.

## Biografia

### Stagioni 2005-2012
La McKennis ha debuttato in gare FIS il 17 agosto 2004 giungendo 9ª nello slalom gigante tenutosi sul tracciato di Coronet Peak in Nuova Zelanda; ha esordito in Nor-Am Cup il 2 dicembre 2004 a Winter Park in slalom gigante, senza concludere la seconda manche, e in Coppa Europa il 5 marzo 2008 a Haus in discesa libera (21ª).
Nella stagione 2008-2009 in Nor-Am Cup ha ottenuto quattro vittorie in quattro gare consecutive (2 in discesa libera e 2 in supergigante), la prima il 10 dicembre a Lake Louise. Poco prima, il 5 dicembre, aveva disputato la sua prima gara in Coppa del Mondo, prendendo il via alla discesa libera tenutosi sempre a Lake Louise e giungendo 51ª. Ha esordito ai Giochi olimpici invernali a Vancouver 2010, dove non ha concluso la prova di discesa libera; due anni dopo, il 22 gennaio 2012 a Sankt Moritz, ha ottenuto nella medesima specialità il suo unico podio in Coppa Europa (3ª).

### Stagioni 2013-2021

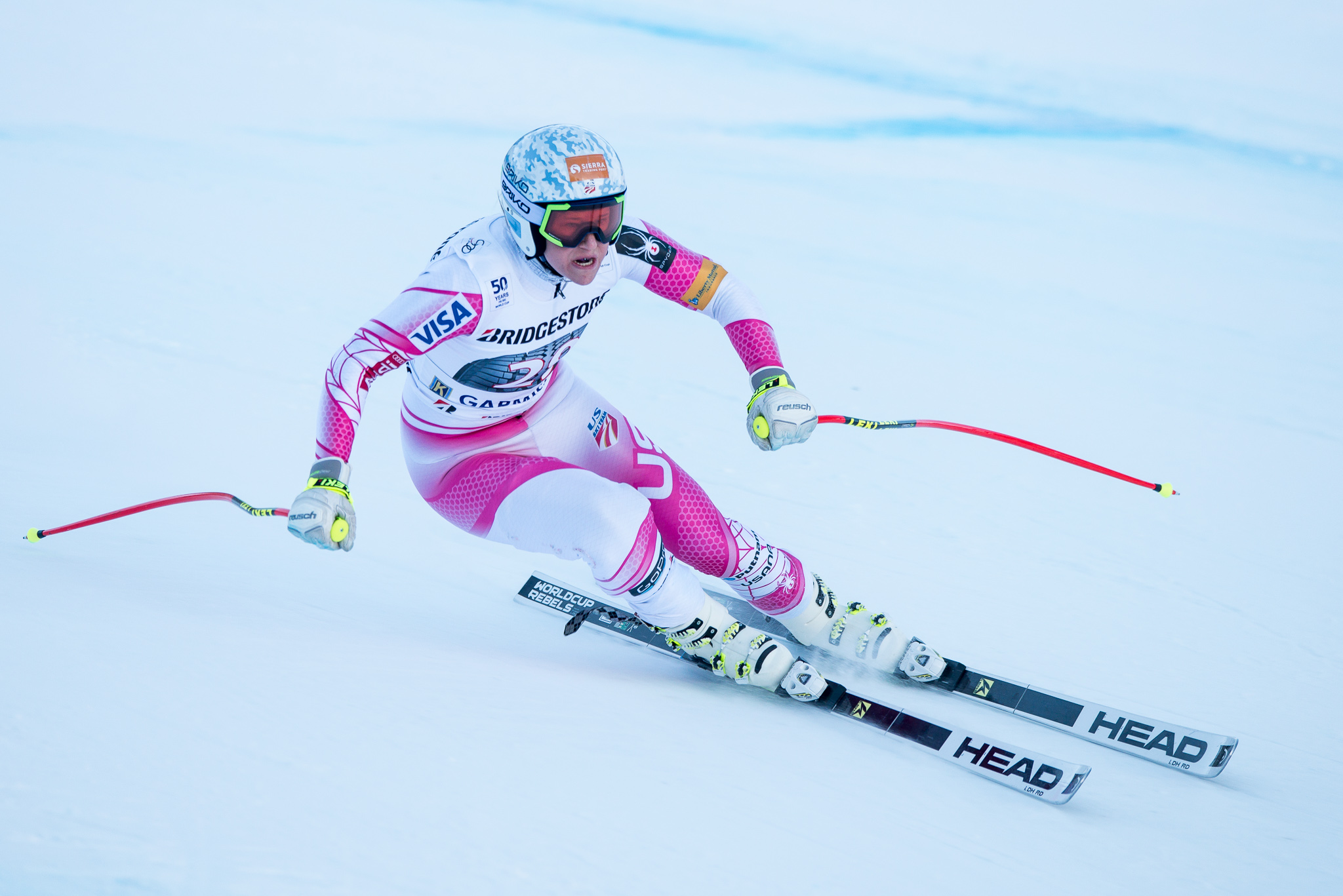
Alice McKennis in gara a Garmisch-Partenkirchen nel 2017

Il 12 gennaio 2013 ha conquistato la sua unica vittoria, nonché primo podio, in Coppa del Mondo, nella discesa libera di Sankt Anton am Arlberg; un mese dopo ai Mondiali di Schladming, sua unica presenza iridata, sempre in discesa libera è stata 17ª. Il 6 febbraio 2017 ha conquistato a Copper Mountain, nelle due discese libere disputate lo stesso giorno, le ultime vittorie in Nor-Am Cup; il 10 febbraio successivo ha colto, nella medesima località in supergigante, l'ultimo podio nel circuito (2ª).
Ai XXIII Giochi olimpici invernali di Pyeongchang 2018, sua ultima presenza olimpica, si è classificata 5ª nella discesa libera e 16ª nel supergigante. Sempre nel 2018, il 14 marzo, ha ottenuto a Åre in discesa libera il secondo e ultimo podio in Coppa del Mondo (3ª). Il 28 dicembre 2020 ha preso per l'ultima volta il via in Coppa del Mondo, a Val-d'Isère in discesa libera, senza completare quella che sarebbe rimasta la sua ultima gara in carriera: ha annunciato il ritiro al termine di quella stessa stagione 2020-2021.

## Palmarès

### Coppa del Mondo
- Miglior piazzamento in classifica generale: 41ª nel 2013
- 2 podi (entrambi in discesa libera):
  - 1 vittoria
  - 1 terzo posto

#### Coppa del Mondo - vittorie
| Data            | Località               | Paese   | Specialità |
| --------------- | ---------------------- | ------- | ---------- |
| 12 gennaio 2013 | Sankt Anton am Arlberg | Austria | DH         |

Legenda:

DH = discesa libera

### Coppa Europa
- Miglior piazzamento in classifica generale: 99ª nel 2012
- 1 podio:
  - 1 terzo posto

### Nor-Am Cup
- Miglior piazzamento in classifica generale: 4ª nel 2009
- Vincitrice della classifica di discesa libera nel 2009
- Vincitrice della classifica di supergigante nel 2009
- 9 podi:
  - 6 vittorie
  - 2 secondi posti
  - 1 terzo posto

#### Nor-Am Cup - vittorie
| Data             | Località        | Paese       | Specialità |
| ---------------- | --------------- | ----------- | ---------- |
| 10 dicembre 2008 | Lake Louise     | Canada      | DH         |
| 11 dicembre 2008 | Lake Louise     | Canada      | DH         |
| 12 dicembre 2008 | Lake Louise     | Canada      | SG         |
| 15 dicembre 2008 | Panorama        | Canada      | SG         |
| 6 febbraio 2017  | Copper Mountain | Stati Uniti | DH         |
| 6 febbraio 2017  | Copper Mountain | Stati Uniti | DH         |

Legenda:

DH = discesa libera

SG = supergigante

### South American Cup
- Miglior piazzamento in classifica generale: 8ª nel 2009
- Vincitrice della classifica di supergigante nel 2009
- 2 podi:
  - 1 vittoria
  - 1 terzo posto

#### South American Cup - vittorie
| Data              | Località | Paese | Specialità |
| ----------------- | -------- | ----- | ---------- |
| 16 settembre 2008 | La Parva | Cile  | SG         |

Legenda:

SG = supergigante

### Campionati statunitensi
- 3 medaglie:
  - 2 ori (supergigante nel 2015; supergigante nel 2020)
  - 1 bronzo (discesa libera nel 2020)